# BSS (гурт)
BSS (кор. 부석순, також відомі як BooSeokSoon або Seventeen BSS) — перший саб-юніт південнокорейського хлопчачого гурту Seventeen. Сформований у 2018, гурт складається з Докьома, Хоші, та Синґвана.

## Назва
BSS — акронім, що розшифровується як BooSeokSoon, кожен склад символізує ім'я кожного учасника: «Boo» від англ. Boo Seung-kwan, «Seok» від англ. Lee Seokmin, дос. «Лі Согмін»(Докьом), та «Soon» від англ. Kwon Soonyoung (Хоші). Назву тріо придумали фанати ще в предебют, навіть до дебюту учасників з Seventeen.

## Кар'єра

### 2018: Формування та дебют
2 лютого 2018, учасники Seventeen Докьом, Хоші та Синґван виступили на фан-зустрічі з невиданою піснею, «Just Do It», як одноразовим спеціальним виступом. Однак після виступу, завдяки захопленій реакції фанатів, компанія вирішила створити перший підрозділ Seventeen — BSS. 21 березня, 2018 гурт дебютував з офіційним релізом «Just Do It» як цифровим синглом.

### 2019–донині: Перерва таSecond Wind
7 січня 2023 року, майже через п'ять років після дебюту BSS оголосили, що випустять новий альбом. 6 лютого 2023 року гурт випустив перший сингл-альбом Second Wind, разом із відеокліпом на титульний сингл «Fighting» за участю Lee Young-ji. До альбому увійшли ще дві пісні, «Lunch» та «7PM», в останньому з яких взяв участь норвезький артист Peder Elias. У перший день релізу Second Wind розійшовся тиражем понад 478,000 копії, побивши рекорд продажів за перший тиждень як для альбому, випущеного саб-юнітом гурту. До кінця першого тижня альбом розійшовся загальним накладом 610,189 копії. 15 лютого 2023 року BSS здобули свою першу перемогу на музичному шоу MBC M Show Champion з піснею «Fighting», за якою послідували перемоги на M Countdown, Music Bank, Show! Music Core та Inkigayo.

## Учасники
| Сценічний псевдонім | Сценічний псевдонім | Сценічний псевдонім | Справжнє ім'я | Справжнє ім'я | Дата народження           | Позиція в гурті                               |
| Українською         | Латиницею           | Хангилем            | Українською   | Хангилем      | Дата народження           | Позиція в гурті                               |
| ------------------- | ------------------- | ------------------- | ------------- | ------------- | ------------------------- | --------------------------------------------- |
| Докьом              | DK / Dokyeom        | 도겸                | Лі Согмін     | 이석민        | 18 лютого 1997 (28 років) | Лідер, головний вокаліст                      |
| Хоші                | Hoshi               | 호시                | Квон Сунйон   | 권순영        | 15 червня 1996 (28 років) | Головний танцюрист, провідний вокаліст, репер |
| Синґван             | Seungkwan           | 승관                | Бу Синґван    | 부승관        | 16 січня 1998 (27 років)  | Головний вокаліст, обличчя гурту              |

## Дискографія

### Сингл-альбоми
| Назва       | Деталі                                                                                            | Пікові позиції у чартах | Пікові позиції у чартах | Пікові позиції у чартах | Пікові позиції у чартах | Пікові позиції у чартах | Продажі                                    | Сертифікації        |
| Назва       | Деталі                                                                                            | KOR                     | BEL (FL)                | GER                     | JPN                     | SWI                     | Продажі                                    | Сертифікації        |
| ----------- | ------------------------------------------------------------------------------------------------- | ----------------------- | ----------------------- | ----------------------- | ----------------------- | ----------------------- | ------------------------------------------ | ------------------- |
| Second Wind | - Реліз: 6 лютого 2023 - Лейбл: Pledis Entertainment - Формати: CD, Завантаження музики, стримінг | 1                       | 180                     | 76                      | 3                       | 88                      | - Південна Корея: 756,410 - Японія: 54,848 | - KMCA: 2× Platinum |

### Сингли
| Назва                     | Рік  | Пікові позиції у чартах | Пікові позиції у чартах | Пікові позиції у чартах | Альбом            |
| Назва                     | Рік  | KOR                     | KOR Songs               | JPN Hot                 | Альбом            |
| ------------------------- | ---- | ----------------------- | ----------------------- | ----------------------- | ----------------- |
| «Just Do It» (거침없이)   | 2018 | 167                     | —                       | —                       | Сингл без альбому |
| «Fighting» (з Лі Йон Джі) | 2023 | 5                       | 5                       | 1                       | Second Wind       |

### Інші пісні
| Назва                                | Рік  | Пікові позиції у чартах | Альбом      |
| Назва                                | Рік  | KOR                     | Альбом      |
| ------------------------------------ | ---- | ----------------------- | ----------- |
| «Lunch»                              | 2023 | 65                      | Second Wind |
| «7PM» (7시에 들어줘) (з Peder Elias) | 2023 | 49                      | Second Wind |

## Нагороди та номінації
| Церемонія                | Рік  | Категорія                | Номінант                  | Результат    | Прим.  |
| ------------------------ | ---- | ------------------------ | ------------------------- | ------------ | ------ |
| Brand of the Year Awards | 2023 | Best Unit                | BSS                       | Перемога     | [ 26 ] |
| MAMA Awards              | 2018 | Best Unit                | BSS                       | Номінація    | [ 27 ] |
| MAMA Awards              | 2023 | Best Collaboration       | «Fighting» (з Лі Йон Джі) | В очікуванні | [ 28 ] |
| MAMA Awards              | 2023 | Song of the Year         | «Fighting» (з Лі Йон Джі) | В очікуванні | [ 28 ] |
| Melon Music Awards       | 2023 | Best Male Group          | BSS                       | В очікуванні | [ 29 ] |
| Melon Music Awards       | 2023 | Millions' Top 10 Artists | Second Wind               | В очікуванні | [ 29 ] |
| Melon Music Awards       | 2023 | Song of the Year         | «Fighting» (з Лі Йон Джі) | В очікуванні | [ 29 ] |
| Melon Music Awards       | 2023 | Top 10 Artist Award      | BSS                       | Номінація    | [ 30 ] |